# 2014年のFIA 世界耐久選手権

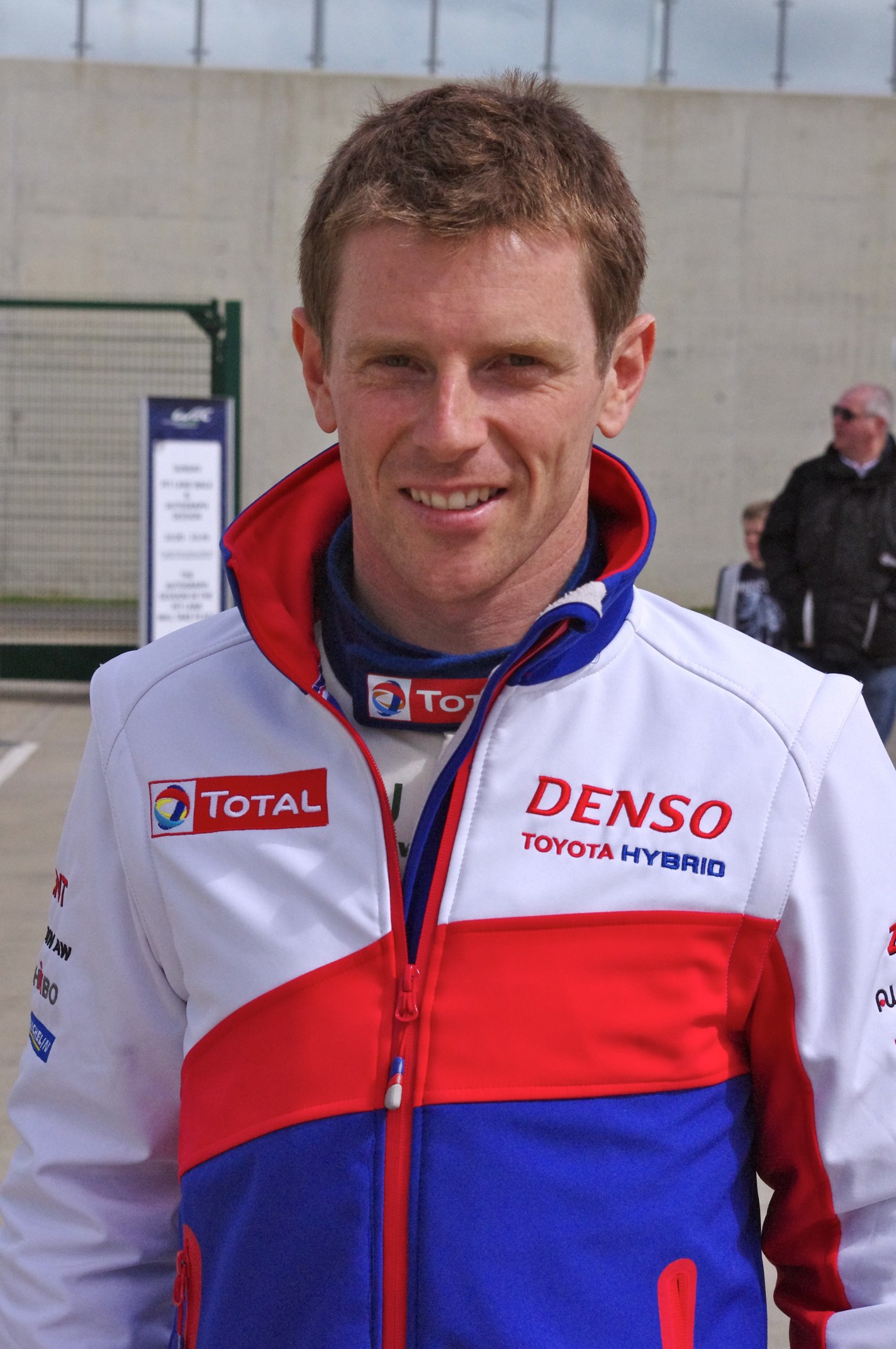
アンソニー・デビッドソン (写真の画像)とセバスチャン・ブエミがドライバーズタイトルを獲得

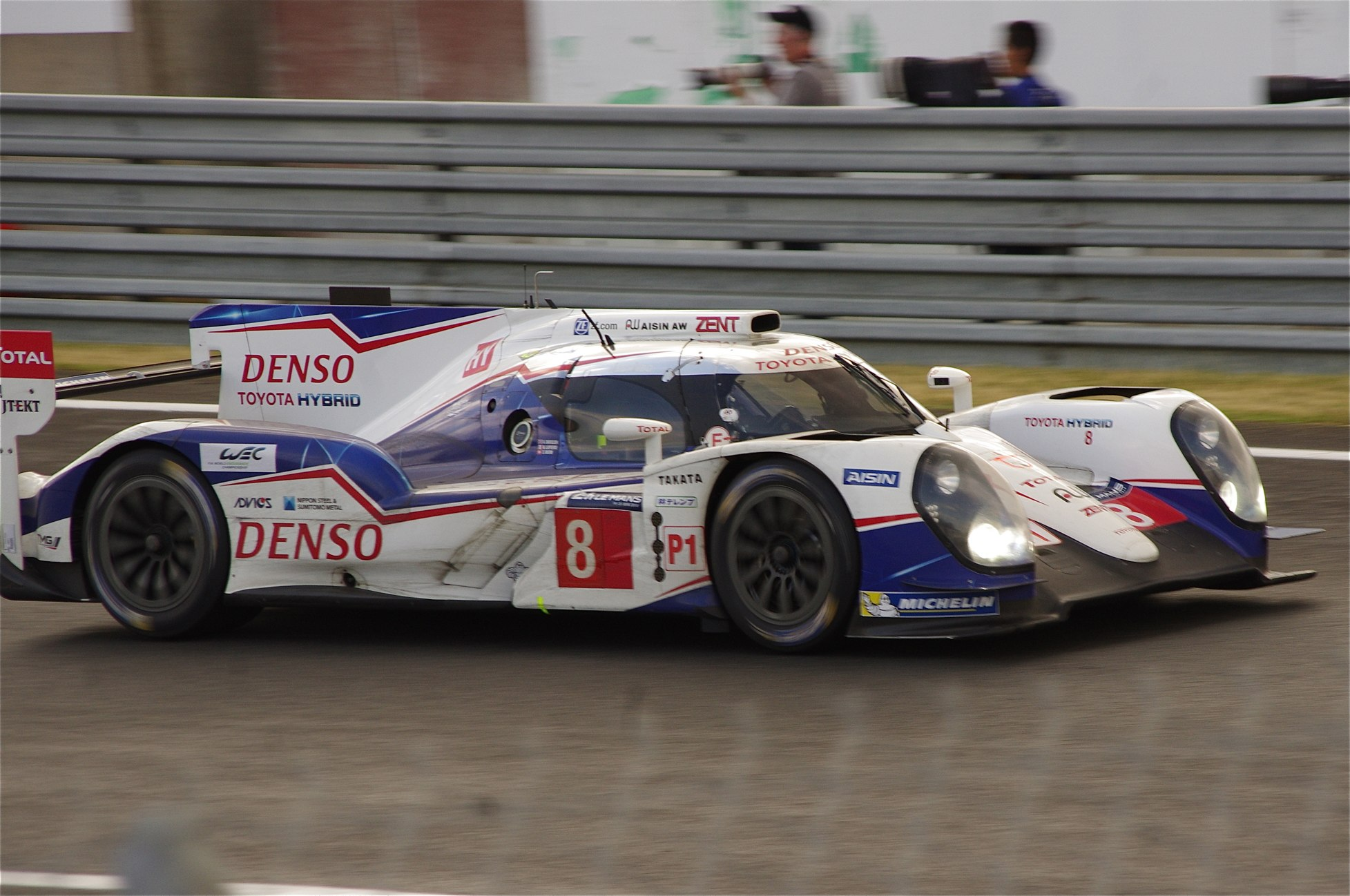
トヨタは、TS040 HYBRIDによってマニュファクチャラーズタイトルを獲得した。

2014年のFIA 世界耐久選手権は、国際自動車連盟 (FIA) とフランス西部自動車クラブ (ACO) が共同で開催したFIA 世界耐久選手権 (WEC) の第3回大会である。シリーズはACO規定のル・マン・プロトタイプおよびGTのカテゴリでタイトルが争われる。世界選手権はドライバーズタイトルおよびLMP1のマニファクチャラーズタイトルが与えられ、他のカテゴリにはカップおよびトロフィーが与えられる。2014年は4月のイギリス・シルバーストンで開幕し、11月のブラジル・インテルラゴスまで全8戦で争われた。

## 開催スケジュール
FIA 世界耐久選手権(WEC) の暫定カレンダーは2013年9月30日にFIA世界モータースポーツ協議会で発表された。全8戦全てが2013年に引き続いて開催されることとなったが、その内のいくつかの開催については10月18日にF1のレース日程とかぶらないようにスケジュールが変更された。12月4日に開催スケジュールの為のFIA世界モータースポーツ協議会の会合が開かれた。富士での開催日程が2014年10月2〜4日に行なわれる北米のユナイテッド・スポーツカー選手権(TUSCC)のロードアトランタでの最終戦プチ・ル・マンにぶつからないように、予選日等も含めて2014年10月10〜12日に開催されることになり、インテルラゴスの暫定的な開催日程も承認された。2014年1月31日に再び開催スケジュールを改訂され、インテルラゴスの開催がF1のレース日程とぶつからないように、2014年8月31日から11月30日に変更された。
第4戦のサーキット・オブ・ジ・アメリカズと第7戦のバーレーン・インターナショナル・サーキットの2戦は、夜間の時間帯に終了するナイトレースでの開催となった。
| ラウンド | レース                                      | サーキット                                 | 開催地                                 | 開催日     |
| -------- | ------------------------------------------- | ------------------------------------------ | -------------------------------------- | ---------- |
| 1        | シルバーストン6時間レース                   | シルバーストン・サーキット                 | イギリス、シルバーストン               | 4月20日    |
| 2        | スパ・フランコルシャン6時間レース           | スパ・フランコルシャン                     | ベルギー、スパ                         | 5月3日     |
| 3        | ル・マン24時間レース                        | サルト・サーキット                         | フランス、ル・マン                     | 6月14-15日 |
| 4        | サーキット・オブ・ジ・アメリカズ6時間レース | サーキット・オブ・ジ・アメリカズ           | アメリカ合衆国、テキサス州オースティン | 9月20日    |
| 5        | 富士6時間レース                             | 富士スピードウェイ                         | 日本, 静岡県駿東郡小山町               | 10月12日   |
| 6        | 上海6時間レース                             | 上海インターナショナルサーキット           | 中国、上海                             | 11月2日    |
| 7        | バーレーン6時間レース                       | バーレーン・インターナショナル・サーキット | バーレーン、サヒール                   | 11月15日   |
| 8        | サンパウロ6時間レース                       | インテルラゴス・サーキット                 | ブラジル、サンパウロ                   | 11月30日   |

## レギュレーションの変更
2014年シーズンは、それまでのLMP-1（Le Mans Prototype 1）クラスがLMP-1-Hybrid (LMP1-H)とLMP-1-Light (LMP1-L)に分割された。LMP1-LのLight(軽量)の由来は、LMP1-Hクラスの車両最低車重が870kgなのに対して、LMP1-Lクラスの車両最低車重が850kg（第4戦目以降は800kg）と軽量に設定されたことにちなむ。大きな違いは、LMP1-Hクラスに認められているハイブリッドとエネルギー回生システム（ERS）の搭載の有無である。また、エネルギー回生システムに関して、2012年と2013年のハイブリッドカーに認められてきた運動エネルギー回生（ERS-K）だけでなく、排気熱を電気エネルギーに変換する熱エネルギー回生（ERS-H）も新たに認められることになった。下記に本シーズンのレギュレーションの大きな変更点となったLMP-1クラスのレギュレーションについて述べる。
- LMP1-H（ハイブリッドカー）
  - 全長4,650mm（リヤウィング含む）以下、全幅1900mm以下、全高1050mm以下。
  - 車両最低車重870kg。
  - エンジン気筒数と最大排気量は自由。
  - エネルギーの回生・放出は前後輪どちらでも可能、およびターボチャージャーからの熱回生も可能である。
  - MGU(モーター・ジェネレーター・ユニット、ERSと同意)は車1台に対し、2基まで搭載できる。（通常はERS-KとERS-Hの併用という搭載方法が想定されるが、キャパシタ方式とフライホイール方式によるERS-Kの2基併用といった搭載方法もできるようになった。）
  - 4輪駆動使用可能。それまでの規定である四輪駆動車がコーナーリング後の低速状態から加速で非四輪駆動車に対して著しく有利にならないように、2012・2013年のレギュレーションでは120km/h以上の時に限られるとした前軸でのエネルギーの放出（力行）の制限が撤廃された。ただし、ピットレーン (400m) を補助動力のみで60km/hで走行できなければならないとした規定は残された。
  - 燃料タンク最大容量はガソリンエンジン車68.3リットル、ディーゼルエンジン車54.3リットル→54.2リットル。
  - タイヤ最大径は28.5インチ、最大幅は16インチ。
  - ゼッケンカラー及び順位識別灯[13]は赤■。ハイブリッドカーは白地に「HY」と書かれたゼッケンも着用

| パワースペック調整表(2014年シーズン) |          |              |             |             |             |             |
|                                      |          | ERS無し      | ERS有り     | ERS有り     | ERS有り     | ERS有り     |
| エネルギー回生値                     | MJ/Lap   | 0            | 2未満       | 4未満       | 6未満       | 8未満       |
| 出力値                               | kw       | 0            | 無制限      | 無制限      | 無制限      | 無制限      |
| 車重                                 | kg       | 850          | 870         | 870         | 870         | 870         |
| エネルギー量(ガソリン)               | MJ/Lap   | 157.2        | 147.0       | 143.3       | 139.5       | 138.0       |
| 最大燃料流量(ガソリン)               | kg/h     | 100.9        | 94.3        | 91.9        | 89.5        | 88.5        |
| 最大積載燃料(ガソリン)               | リットル | 68.3         | 68.3        | 68.3        | 68.3        | 68.3        |
| 燃料技術ファクター(AV)               | -        | 1.074→1.077※ | 1.074→1.077 | 1.074→1.077 | 1.074→1.077 | 1.074→1.077 |
| 燃料技術ファクター(Pmax)             | -        | 1.088→1.076※ | 1.088→1.076 | 1.088→1.076 | 1.088→1.076 | 1.088→1.076 |
| 運動回生エネルギー技術ファクター     | -        | 1            | 0.987       | 0.987       | 0.987       | 1           |
| エネルギー量(ディーゼル)             | MJ/Lap   | 146.4→148.5  | 138.7→138.3 | 135.2→134.8 | 131.7→131.3 | 128.5→128.1 |
| 最大燃料流量(ディーゼル)             | kg/h     | 84.6→87.0    | 80.2→81.0   | 78.2→79.0   | 76.1→77.0   | 74.3→75.1   |
| 最大積載燃料(ディーゼル)             | リットル | 54.3→54.2    | 54.3→54.2   | 54.3→54.2   | 54.3→54.2   | 54.3→54.2   |

※ガソリンエンジン車とディーゼルエンジン車の性能調整の為の値。黄色で色分けされた箇所の値は、2014年ル・マン24時間レース終了後、性能調整の為に変更された。
- LMP1-L（ハイブリッドカー以外）
  - 全長4,650mm（リヤウィング含む）以下、全幅1900mm以下、全高1050mm以下。
  - 車両最低車重850kg→810kg[16](2014年第3戦)→800kg[9](2014年第4戦以降)。
  - エンジン気筒数は自由。エンジン最大排気量は最大5500cc。
  - 4輪駆動禁止。
  - 燃料タンク最大容量はガソリンエンジン車68.3リットル→72リットル[17](2014年第3戦)→73.5リットル[9]、ディーゼルエンジン車54.3リットル。
  - タイヤ最大径は28.5インチ、最大幅は16インチ。
  - ゼッケンカラー及び順位識別灯[13]は赤■。
- LMP2
  - 全長4650mm（リヤウィング含む）以下、全幅は1900mm以下。
  - 最低車重900kg。
  - エンジンは量産ベースのみ。ディーゼルエンジンは使用禁止。エンジンの最大排気量・気筒数は自然吸気エンジンでは5000cc8気筒、過給式エンジンは3200cc6気筒まで。
  - 4輪駆動禁止。
  - 燃料タンク最大容量75リットル。
  - タイヤ最大径は28インチ、最大幅は14インチ。
  - ゼッケンカラー及び順位識別灯は青■。

## エントリー
国際自動車連盟(FIA)は、(LMP1-H・LMP1-L・Le Mans Prototype 2 (LMP2)・Le Mans Grand Touring Endurance - Professional (LMGTE Pro)・Le Mans Grand Touring Endurance - Amateur (LMGTE Am)と5つのクラスに分割されたFIA 世界耐久選手権の2014年シーズンにエントリーした31台を公表した。

### LMP1-H
アウディは排気量を前年の3.7Lから4.0Lにアップさせたディーゼルハイブリッド車のアウディ・R18 e-tron クワトロでシーズンに臨んだ。カーナンバー1号車にはトム・クリステンセンとロイック・デュバルの2人の前年度タイトル保持者に新たに加入したルーカス・ディ・グラッシが乗り、2号車には2012年のチャンピオンのブノワ・トレルイエ、マルセル・フェスラー、アンドレ・ロッテラーが乗り、第2戦のスパ・フランコルシャン6時間レースと第3戦のル・マン24時間レースのみ3号車を走らせた。トヨタは全く新しいトヨタ・TS040 HYBRIDを投入したが、前2シーズンと同じドライバーで参戦している。TS040 HYBRIDも前年までの車の排気量3.4Lより3.7Lにアップさせている。ポルシェは、参戦中のLMGTE Proの選手権だけでなくトップカテゴリのLMP1-Hにも本シーズンよりポルシェ・919ハイブリッドで参戦することになった。ガソリンハイブリッド車であることはトヨタ・TS040 HYBRIDと同じだが、TS040がNAエンジンなのに対し、919はターボ付きエンジンである違いがある。また、919のみ熱エネルギー回生システム（ERS-H）が付いている。ポルシェのドライバー陣は、これまでポルシェのLMGTE Proクラスで活躍していたワークスドライバーにレベリオン・レーシングから移籍したニール・ジャニといったWEC参戦継続組に前シーズンまでF1ドライバーだったマーク・ウェバーとGP2に参戦していたブレンドン・ハートレイを加えたものになっている。
| チーム                            | 車両                          | エンジン                                                         | タイヤ | No. | ドライバー               | ラウンド |
| --------------------------------- | ----------------------------- | ---------------------------------------------------------------- | ------ | --- | ------------------------ | -------- |
| アウディ・スポーツチーム ヨースト | アウディ・R18 e-tron クアトロ | アウディ TDI 4.0 L ターボ V6 (ディーゼル・ターボ・ハイブリッド ) | M      | 1   | トム・クリステンセン     | 全戦     |
| アウディ・スポーツチーム ヨースト | アウディ・R18 e-tron クアトロ | アウディ TDI 4.0 L ターボ V6 (ディーゼル・ターボ・ハイブリッド ) | M      | 1   | ルーカス・ディ・グラッシ | 全戦     |
| アウディ・スポーツチーム ヨースト | アウディ・R18 e-tron クアトロ | アウディ TDI 4.0 L ターボ V6 (ディーゼル・ターボ・ハイブリッド ) | M      | 1   | ロイック・デュバル       | 1–2, 4–8 |
| アウディ・スポーツチーム ヨースト | アウディ・R18 e-tron クアトロ | アウディ TDI 4.0 L ターボ V6 (ディーゼル・ターボ・ハイブリッド ) | M      | 1   | マルク・ジェネ           | 3        |
| アウディ・スポーツチーム ヨースト | アウディ・R18 e-tron クアトロ | アウディ TDI 4.0 L ターボ V6 (ディーゼル・ターボ・ハイブリッド ) | M      | 2   | アンドレ・ロッテラー     | 全戦     |
| アウディ・スポーツチーム ヨースト | アウディ・R18 e-tron クアトロ | アウディ TDI 4.0 L ターボ V6 (ディーゼル・ターボ・ハイブリッド ) | M      | 2   | ブノワ・トレルイエ       | 全戦     |
| アウディ・スポーツチーム ヨースト | アウディ・R18 e-tron クアトロ | アウディ TDI 4.0 L ターボ V6 (ディーゼル・ターボ・ハイブリッド ) | M      | 2   | マルセル・フェスラー     | 全戦     |
| アウディ・スポーツチーム ヨースト | アウディ・R18 e-tron クアトロ | アウディ TDI 4.0 L ターボ V6 (ディーゼル・ターボ・ハイブリッド ) | M      | 3   | マルコ・ボナノミ         | 2-3      |
| アウディ・スポーツチーム ヨースト | アウディ・R18 e-tron クアトロ | アウディ TDI 4.0 L ターボ V6 (ディーゼル・ターボ・ハイブリッド ) | M      | 3   | フェリペ・アルブケルケ   | 2-3      |
| アウディ・スポーツチーム ヨースト | アウディ・R18 e-tron クアトロ | アウディ TDI 4.0 L ターボ V6 (ディーゼル・ターボ・ハイブリッド ) | M      | 3   | オリバー・ジャービス     | 2-3      |
| トヨタ・レーシング                | トヨタ・TS040 HYBRID          | トヨタ 3.7 L V8 (ハイブリッド)                                   | M      | 7   | アレクサンダー・ヴルツ   | 全戦     |
| トヨタ・レーシング                | トヨタ・TS040 HYBRID          | トヨタ 3.7 L V8 (ハイブリッド)                                   | M      | 7   | ステファン・サラザン     | 全戦     |
| トヨタ・レーシング                | トヨタ・TS040 HYBRID          | トヨタ 3.7 L V8 (ハイブリッド)                                   | M      | 7   | 中嶋一貴                 | 1-3, 5-6 |
| トヨタ・レーシング                | トヨタ・TS040 HYBRID          | トヨタ 3.7 L V8 (ハイブリッド)                                   | M      | 7   | マイク・コンウェイ       | 4, 7–8   |
| トヨタ・レーシング                | トヨタ・TS040 HYBRID          | トヨタ 3.7 L V8 (ハイブリッド)                                   | M      | 8   | アンソニー・デビッドソン | 全戦     |
| トヨタ・レーシング                | トヨタ・TS040 HYBRID          | トヨタ 3.7 L V8 (ハイブリッド)                                   | M      | 8   | セバスチャン・ブエミ     | 全戦     |
| トヨタ・レーシング                | トヨタ・TS040 HYBRID          | トヨタ 3.7 L V8 (ハイブリッド)                                   | M      | 8   | ニコラ・ラピエール       | 1–4      |
| ポルシェチーム                    | ポルシェ・919ハイブリッド     | ポルシェ 2.0 L ターボ V4(ガソリン・ターボ・ハイブリッド)         | M      | 14  | マルク・リープ           | 全戦     |
| ポルシェチーム                    | ポルシェ・919ハイブリッド     | ポルシェ 2.0 L ターボ V4(ガソリン・ターボ・ハイブリッド)         | M      | 14  | ロマン・デュマ           | 全戦     |
| ポルシェチーム                    | ポルシェ・919ハイブリッド     | ポルシェ 2.0 L ターボ V4(ガソリン・ターボ・ハイブリッド)         | M      | 14  | ニール・ジャニ           | 全戦     |
| ポルシェチーム                    | ポルシェ・919ハイブリッド     | ポルシェ 2.0 L ターボ V4(ガソリン・ターボ・ハイブリッド)         | M      | 20  | ティモ・ベルンハルト     | 全戦     |
| ポルシェチーム                    | ポルシェ・919ハイブリッド     | ポルシェ 2.0 L ターボ V4(ガソリン・ターボ・ハイブリッド)         | M      | 20  | マーク・ウェバー         | 全戦     |
| ポルシェチーム                    | ポルシェ・919ハイブリッド     | ポルシェ 2.0 L ターボ V4(ガソリン・ターボ・ハイブリッド)         | M      | 20  | ブレンドン・ハートレイ   | 全戦     |

| 凡例 | 凡例 |
| --- | ---- |
| フルエントリー * 全ての選手権ポイントに有効                                                                                            |      |
| 追加エントリー * ドライバーズ選手権ポイントのみ有効                                                                                    |      |
| サードマニファクチャラーエントリー * ドライバーズ選手権ポイントのみ有効 * ル・マンでの LMP1 マニファクチャラーズ選手権ポイントのみ有効 |      |

| 車種                          | エンジン                    | エンジン最高出力                        | エネルギー回生システム | ERS-Kの最高出力                    | エネルギー貯蔵装置                  | 1周あたりのエネルギー放出量 |
| ----------------------------- | --------------------------- | --------------------------------------- | ---------------------- | ---------------------------------- | ----------------------------------- | --------------------------- |
| アウディ・R18 e-tron クワトロ | 4L・V6ディーゼルターボ      | 395kW／537ps以上（最大トルク800Nm以上） | ERS-Kのみ              | フロント170kW／231ps以上           | 電動フライホイール（容量600kJ以上） | 2MJ                         |
| トヨタ・TS040 HYBRID          | 3.7L・V8ガソリンPFI自然吸気 | 382kW／520ps                            | ERS-Kのみ              | フロントとリヤ合わせて353kW／480ps | キャパシタ                          | 6MJ                         |
| ポルシェ・919ハイブリッド     | 2L・V4ガソリン直噴ターボ    | 370kW／500ps                            | ERS-K＋ERS-H           | フロント184kW／250ps               | リチウムイオン電池                  | 6MJ                         |

### LMP1-L
新しいLMP1-Lクラスは、プライベーターがハイブリッドシステムを搭載しなくても参戦できるように設けたカテゴリであり、「LMP1のプライベイタートロフィーL（FIA Endurance Trophy for Private LMP1 Teams）」を2012・13年と2度受賞しているレベリオン・レーシングのようなLMP1クラスで奮闘するプライベーターを脚光に当てるものである。レベリオン・レーシングは、第1戦のシルバーストン6時間レースこそ前年に使用していたローラ・B12/60でもって参戦するが、第2戦のスパ・フランコルシャン6時間レースからオレカに製作を依頼したレベリオン・R-Oneのシャシーにトヨタから提供されたRV8KLMエンジンとのパッケージで参戦した。ポルシェワークスチームに移籍したニール・ジャニに替わって新人のファビオ・ライマーを迎え入れた。ドイツのレーシングチーム、コデワをバックとするロータスがLMP2クラスから昇格して、イギリスのアドヴァンスド・エンジン・リサーチ(AER)社より新しいエンジンの提供を受け、新車ロータス・CLM P1/01を開発して参戦したが、3戦目のル・マン24時間レースまで車を用意できず、4戦目からの参戦となってしまった。
「レギュレーションの変更」節で取り上げているが、当初想定されていた以上にLMP1-Hクラスとの差が大きかった為、3戦目と4戦目の開催前に2度に渡って最低車両重量を軽くすることでその差の縮小が図られている。
| チーム                 | 車両                             | エンジン               | タイヤ | No. | ドライバー             | ラウンド |
| ---------------------- | -------------------------------- | ---------------------- | ------ | --- | ---------------------- | -------- |
| ロータス               | ロータス・CLM P1/01              | AER P60 ターボ V6      | M      | 9   | ジェームズ・ロシター   | 4–5      |
| ロータス               | ロータス・CLM P1/01              | AER P60 ターボ V6      | M      | 9   | クリストフ・ブシュー   | 4–5      |
| ロータス               | ロータス・CLM P1/01              | AER P60 ターボ V6      | M      | 9   | ルーカス・アウアー     | 4, 6, 8  |
| ロータス               | ロータス・CLM P1/01              | AER P60 ターボ V6      | M      | 9   | ピエール・カッファー   | 5–8      |
| ロータス               | ロータス・CLM P1/01              | AER P60 ターボ V6      | M      | 9   | シモン・トルマー       | 7        |
| ロータス               | ロータス・CLM P1/01              | AER P60 ターボ V6      | M      | 9   | ナタナエル・ベルトン   | 7        |
| レベリオン・レーシング | ローラ・B12/60 レベリオン・R-One | トヨタ RV8KLM 3.4 L V8 | M      | 12  | ニコラ・プロスト       | 全戦     |
| レベリオン・レーシング | ローラ・B12/60 レベリオン・R-One | トヨタ RV8KLM 3.4 L V8 | M      | 12  | ニック・ハイドフェルド | 全戦     |
| レベリオン・レーシング | ローラ・B12/60 レベリオン・R-One | トヨタ RV8KLM 3.4 L V8 | M      | 12  | マティアス・ベシェ     | 全戦     |
| レベリオン・レーシング | ローラ・B12/60 レベリオン・R-One | トヨタ RV8KLM 3.4 L V8 | M      | 13  | ドミニク・クライハマー | 全戦     |
| レベリオン・レーシング | ローラ・B12/60 レベリオン・R-One | トヨタ RV8KLM 3.4 L V8 | M      | 13  | アンドレア・ベリッチ   | 全戦     |
| レベリオン・レーシング | ローラ・B12/60 レベリオン・R-One | トヨタ RV8KLM 3.4 L V8 | M      | 13  | ファビオ・ライマー     | 全戦     |

### LMP2
LMP2クラスは、2013年に発表されていた2014年シーズンのエントリーリストに名を連ねていた9つのチームが、実際の参戦を前にして大幅に激減する結果となった。前年2013年のLMP2のチャンピオンチームであったオーク・レーシングは、2014年のエントリーリストに記載されたエントリー名を「G-ドライブ・レーシング」に変更した。オーク・レーシングはマニュファクチャラー部門であるオンローク・オートモーティブの販売しているモーガン・LMP2のオペレーションに縮小し、その他の運営についてはロシアのG-ドライブ（「G-ドライブ」とはロシアの石油企業のガスプロムのブランド）の関係者が引き継いで、ロシア人ドライバーのロマン・ルシノフにタイトル奪取を全面サポートすることになった。シーズン中盤にはオンローク・オートモーティブが開発したリジェ・JS P2がモーガン・LMP2に替わって使用された。ロシアのレーシングチームであるSMP・レーシングはAFコルセと結び、オレカとタッグを組んでヨーロピアン・ル・マン・シリーズから進出してきた。2013年WECの招待枠を使ってアジアン・ル・マン・シリーズから香港を活動拠点とするKCMGがオレカのシャシーを使ってエントリーした。2012年以来参戦してきたグリーヴス・モータースポーツは本シーズンはWECではなくヨーロピアン・ル・マン・シリーズの舞台に復帰する選択をした。ペコム・レーシングは解散した。デルタ-ADRとファビアン・ジロー（以前はガルフ・レーシング・ミドルイースト）は、ミレミアム・レーシングの名で合併したが、経営破たんで開幕前に2台とも撤退した。ストラッカ・レーシングは前年まで参戦していたLMP1クラスからLMP2にクラス変更して日本のコンストラクターの童夢が製作したLMP2カーのS103で参戦して共に発展することを発表した。しかし、開幕前のテストでS103の問題が発生し、その後もS103に関する様々な問題が起きて、結局1回もレースに出走することもかなわずシーズンは終了した。
| チーム                 | 車両                         | エンジン                 | タイヤ | No. | ドライバー                     | ラウンド |
| ---------------------- | ---------------------------- | ------------------------ | ------ | --- | ------------------------------ | -------- |
| G-ドライブ・レーシング | モーガン・LMP2 リジェ・JS P2 | ニッサン VK45DE 4.5 L V8 | D      | 26  | ロマン・ルシノフ               | 全戦     |
| G-ドライブ・レーシング | モーガン・LMP2 リジェ・JS P2 | ニッサン VK45DE 4.5 L V8 | D      | 26  | オリヴィエ・プラ               | 全戦     |
| G-ドライブ・レーシング | モーガン・LMP2 リジェ・JS P2 | ニッサン VK45DE 4.5 L V8 | D      | 26  | ジュリアン・カナル             | 全戦     |
| SMP・レーシング        | オレカ・03 オレカ・03R       | ニッサン VK45DE 4.5 L V8 | M      | 27  | セルゲイ・ズロービン           | 全戦     |
| SMP・レーシング        | オレカ・03 オレカ・03R       | ニッサン VK45DE 4.5 L V8 | M      | 27  | マウリツィオ・メディアニ       | 1–2, 4–8 |
| SMP・レーシング        | オレカ・03 オレカ・03R       | ニッサン VK45DE 4.5 L V8 | M      | 27  | ニコラ・ミナシアン             | 1–2, 4–8 |
| SMP・レーシング        | オレカ・03 オレカ・03R       | ニッサン VK45DE 4.5 L V8 | M      | 27  | アントン・ラディギン           | 3        |
| SMP・レーシング        | オレカ・03 オレカ・03R       | ニッサン VK45DE 4.5 L V8 | M      | 27  | ミカ・サロ                     | 3        |
| SMP・レーシング        | オレカ・03 オレカ・03R       | ニッサン VK45DE 4.5 L V8 | M      | 37  | キリル・ラディギン             | 全戦     |
| SMP・レーシング        | オレカ・03 オレカ・03R       | ニッサン VK45DE 4.5 L V8 | M      | 37  | ヴィクトル・シャイタル         | 1–2, 4–8 |
| SMP・レーシング        | オレカ・03 オレカ・03R       | ニッサン VK45DE 4.5 L V8 | M      | 37  | アントン・ラディギン           | 1–2, 4–8 |
| SMP・レーシング        | オレカ・03 オレカ・03R       | ニッサン VK45DE 4.5 L V8 | M      | 37  | マウリツィオ・メディアニ       | 3        |
| SMP・レーシング        | オレカ・03 オレカ・03R       | ニッサン VK45DE 4.5 L V8 | M      | 37  | ニコラ・ミナシアン             | 3        |
| KCMG                   | オレカ・03 オレカ・03R       | ニッサン VK45DE 4.5 L V8 | D      | 47  | マシュー・ハウソン             | 全戦     |
| KCMG                   | オレカ・03 オレカ・03R       | ニッサン VK45DE 4.5 L V8 | D      | 47  | リチャード・ブラッドリー       | 全戦     |
| KCMG                   | オレカ・03 オレカ・03R       | ニッサン VK45DE 4.5 L V8 | D      | 47  | 松田次生                       | 1, 4     |
| KCMG                   | オレカ・03 オレカ・03R       | ニッサン VK45DE 4.5 L V8 | D      | 47  | アレキサンドレ・インペラトーリ | 2–3, 5–8 |

### LMGTE Pro
前年の参戦チームの「ポルシェ AG チーム・マンタイ」・「アストンマーティン・レーシング」・「フェラーリ・AFコルセ」はいずれも2台ずつフルシーズン戦える体制を備えていた。AFコルセでは、ジャンカルロ・フィジケラと小林可夢偉の離脱をフォローする為にダヴィデ・リゴンをチーム内部から正ドライバーに昇格させた。なお、AFコルセはLMGTE Amクラスにも参戦している。フレデリック・マコヴィッキィはアストンマーティンからポルシェに移籍した。フェルナンド・レース（2012年のLMGTE Amクラスのチャンピオンチームのラルブル・コンペティションに在籍）は昇格して、世界ツーリングカー選手権（WTCC）チームのバンブー・エンジニアリングに所属していたダリル・オーヤンとアレックス・マクダウォールの2人とチームを組んだ。バンブー・エンジニアリングはアストンマーティン提携してLMGTE Proクラスに参戦する。イギリスのプライベーターのラム・レーシングは2013年のヨーロピアン・ル・マン・シリーズの LMGTEクラスのタイトル獲得後、フェラーリ車を使用してLMGTE Amクラスと2クラス合わせて本シーズンより参入し、LMGTE Proクラスのドライバーとしてマット・グリフィンとアルヴァロ・パレンテを擁して戦っていたが、ル・マン24時間レースの後にWECシリーズを撤退した。
| チーム                         | 車両                                 | エンジン                    | タイヤ | No. | ドライバー                                               | ラウンド |
| ------------------------------ | ------------------------------------ | --------------------------- | ------ | --- | -------------------------------------------------------- | -------- |
| AFコルセ                       | フェラーリ・458イタリア・GT2         | フェラーリ 4.5 L V8         | M      | 51  | ジャンマリア・ブルーニ                                   | 全戦     |
| AFコルセ                       | フェラーリ・458イタリア・GT2         | フェラーリ 4.5 L V8         | M      | 51  | トニ・バイランダー                                       | 全戦     |
| AFコルセ                       | フェラーリ・458イタリア・GT2         | フェラーリ 4.5 L V8         | M      | 51  | ジャンカルロ・フィジケラ                                 | 3        |
| AFコルセ                       | フェラーリ・458イタリア・GT2         | フェラーリ 4.5 L V8         | M      | 71  | ダヴィデ・リゴン                                         | 全戦     |
| AFコルセ                       | フェラーリ・458イタリア・GT2         | フェラーリ 4.5 L V8         | M      | 71  | ジェームス・カラド                                       | 1–2, 4–8 |
| AFコルセ                       | フェラーリ・458イタリア・GT2         | フェラーリ 4.5 L V8         | M      | 71  | オリビエ・ベレッタ                                       | 3        |
| AFコルセ                       | フェラーリ・458イタリア・GT2         | フェラーリ 4.5 L V8         | M      | 71  | ピエール・カッファー                                     | 3        |
| ラム・レーシング               | フェラーリ・458イタリア・GT2         | フェラーリ 4.5 L V8         | M      | 52  | マット・グリフィン                                       | 1, 3     |
| ラム・レーシング               | フェラーリ・458イタリア・GT2         | フェラーリ 4.5 L V8         | M      | 52  | アルヴァロ・パレンテ                                     | 1, 3     |
| ラム・レーシング               | フェラーリ・458イタリア・GT2         | フェラーリ 4.5 L V8         | M      | 52  | フェデリコ・レオ                                         | 3        |
| ポルシェ AG チーム・マンタイ   | ポルシェ・911 RSR                    | ポルシェ 4.0 L フラット6    | M      | 91  | ヨルグ・ベルグマイスター                                 | 全戦     |
| ポルシェ AG チーム・マンタイ   | ポルシェ・911 RSR                    | ポルシェ 4.0 L フラット6    | M      | 91  | パトリック・ピレ                                         | 1–3      |
| ポルシェ AG チーム・マンタイ   | ポルシェ・911 RSR                    | ポルシェ 4.0 L フラット6    | M      | 91  | ニック・タンディ                                         | 1, 3–4   |
| ポルシェ AG チーム・マンタイ   | ポルシェ・911 RSR                    | ポルシェ 4.0 L フラット6    | M      | 91  | リヒャルト・リーツ                                       | 5–8      |
| ポルシェ AG チーム・マンタイ   | ポルシェ・911 RSR                    | ポルシェ 4.0 L フラット6    | M      | 92  | フレデリック・マコヴィッキィ                             | 全戦     |
| ポルシェ AG チーム・マンタイ   | ポルシェ・911 RSR                    | ポルシェ 4.0 L フラット6    | M      | 92  | マルコ・ホルツァー                                       | 1–3      |
| ポルシェ AG チーム・マンタイ   | ポルシェ・911 RSR                    | ポルシェ 4.0 L フラット6    | M      | 92  | リヒャルト・リーツ                                       | 1, 3     |
| ポルシェ AG チーム・マンタイ   | ポルシェ・911 RSR                    | ポルシェ 4.0 L フラット6    | M      | 92  | パトリック・ピレ                                         | 4–8      |
| アストンマーティン・レーシング | アストンマーティン・ヴァンテージ GTE | アストンマーティン 4.5 L V8 | M      | 97  | ダレン・ターナー                                         | 全戦     |
| アストンマーティン・レーシング | アストンマーティン・ヴァンテージ GTE | アストンマーティン 4.5 L V8 | M      | 97  | シュテファン・ミュッケ                                   | 全戦     |
| アストンマーティン・レーシング | アストンマーティン・ヴァンテージ GTE | アストンマーティン 4.5 L V8 | M      | 97  | ブルーノ・セナ                                           | 2–3      |
| アストンマーティン・レーシング | アストンマーティン・ヴァンテージ GTE | アストンマーティン 4.5 L V8 | M      | 99  | アレックス・マクダウォール                               | 全戦     |
| アストンマーティン・レーシング | アストンマーティン・ヴァンテージ GTE | アストンマーティン 4.5 L V8 | M      | 99  | フェルナンド・レース                                     | 全戦     |
| アストンマーティン・レーシング | アストンマーティン・ヴァンテージ GTE | アストンマーティン 4.5 L V8 | M      | 99  | ダリル・オーヤン                                         | 1–6, 8   |
| アストンマーティン・レーシング | アストンマーティン・ヴァンテージ GTE | アストンマーティン 4.5 L V8 | M      | 99  | アブドゥルアズィーズ・ビン・トゥルキー・アール・サウード | 7        |

### LMGTE Am
前年のLMGTE Amクラスの覇者8スター・モータースポーツは、パオロ・ルベルティとジャンルカ・ロダをオーナーのエンツォ・ポトリッチオのパートナードライバーとしてプロトン・コンペティションより引き抜いた。ラム・レーシングのLMGTE Amチームもまたル・マン24時間レースの後にWECシリーズを撤退した。AFコルセと8スター・モータースポーツ、ラム・レーシングの3チームがフェラーリ・458イタリア・GT2を使用している。
プロトン・コンペティションは、使用するポルシェ・911を新しい2013年仕様のポルシェ・911・RSRにモデルチェンジし。新規参入のプロスピード・コンペティションも同モデルを使用することになった。前年チームランキング2位だったアストンマーティン・レーシングも2台での参戦体制を維持した。「Ruby on Rails」の作者で有名なプログラマーのデイヴィッド・ハイネマイヤー・ハンソンはその内の1台をオール（全/All）デンマーク人組とした。
クローン・レーシングは本シーズンは参戦せず、ユナイテッド・スポーツカー・チャンピオンシップ（アメリカン・ル・マン・シリーズの後身のシリーズ）に参戦している。一方、IMSA・パフォーマンス・マットムートはヨーロピアン・ル・マン・シリーズへ参戦している。また、2012年のLMGTE Amの覇者ラルブル・コンペティションもヨーロピアン・ル・マン・シリーズのLMP2クラスに参戦する。ラルブル・コンペティションはル・マン24時間レースのようなWECのレースに参戦しようとしていたが、後にその計画はとん挫した。
| チーム                         | 車両                                      | エンジン                    | タイヤ | No. | ドライバー                             | ラウンド     |
| ------------------------------ | ----------------------------------------- | --------------------------- | ------ | --- | -------------------------------------- | ------------ |
| ラム・レーシング               | フェラーリ・458イタリア・GT2              | フェラーリ 4.5 L V8         | M      | 53  | ジョニー・モウレム                     | 1, 3         |
| ラム・レーシング               | フェラーリ・458イタリア・GT2              | フェラーリ 4.5 L V8         | M      | 53  | ベン・コリンズ                         | 1            |
| ラム・レーシング               | フェラーリ・458イタリア・GT2              | フェラーリ 4.5 L V8         | M      | 53  | マーク・パターソン                     | 1, 3         |
| ラム・レーシング               | フェラーリ・458イタリア・GT2              | フェラーリ 4.5 L V8         | M      | 53  | アーチー・ハミルトン                   | 3            |
| AFコルセ                       | フェラーリ・458イタリア・GT2              | フェラーリ 4.5 L V8         | M      | 60  | ピーター・アシュリー・マン             | 2–3          |
| AFコルセ                       | フェラーリ・458イタリア・GT2              | フェラーリ 4.5 L V8         | M      | 60  | ラファエル・ジャンマリア               | 2–3          |
| AFコルセ                       | フェラーリ・458イタリア・GT2              | フェラーリ 4.5 L V8         | M      | 60  | ロレンツォ・カーゼ                     | 2–3          |
| AFコルセ                       | フェラーリ・458イタリア・GT2              | フェラーリ 4.5 L V8         | M      | 61  | ルイス・ペレス・コンパンク             | 1–4          |
| AFコルセ                       | フェラーリ・458イタリア・GT2              | フェラーリ 4.5 L V8         | M      | 61  | マルコ・チョッチ                       | 1–4          |
| AFコルセ                       | フェラーリ・458イタリア・GT2              | フェラーリ 4.5 L V8         | M      | 61  | ミルコ・ヴェントゥリ                   | 1–4          |
| AFコルセ                       | フェラーリ・458イタリア・GT2              | フェラーリ 4.5 L V8         | M      | 61  | ブレット・カーティス                   | 5            |
| AFコルセ                       | フェラーリ・458イタリア・GT2              | フェラーリ 4.5 L V8         | M      | 61  | マイク・スキーン                       | 5            |
| AFコルセ                       | フェラーリ・458イタリア・GT2              | フェラーリ 4.5 L V8         | M      | 61  | ジェロエン・ブリークモレン             | 5            |
| AFコルセ                       | フェラーリ・458イタリア・GT2              | フェラーリ 4.5 L V8         | M      | 61  | アレクサンデル・タルカニッツァ         | 7            |
| AFコルセ                       | フェラーリ・458イタリア・GT2              | フェラーリ 4.5 L V8         | M      | 61  | ジェフ・シーガル                       | 7–8          |
| AFコルセ                       | フェラーリ・458イタリア・GT2              | フェラーリ 4.5 L V8         | M      | 61  | アレッサンドロ・ピエール・グイディ     | 7–8          |
| AFコルセ                       | フェラーリ・458イタリア・GT2              | フェラーリ 4.5 L V8         | M      | 61  | エマーソン・フィッティパルディ         | 8            |
| AFコルセ                       | フェラーリ・458イタリア・GT2              | フェラーリ 4.5 L V8         | M      | 62  | ヤニック・マレゴル                     | 3            |
| AFコルセ                       | フェラーリ・458イタリア・GT2              | フェラーリ 4.5 L V8         | M      | 62  | ジャン＝マルク・バシェリエ             | 3            |
| AFコルセ                       | フェラーリ・458イタリア・GT2              | フェラーリ 4.5 L V8         | M      | 62  | ハワード・ブランク                     | 3            |
| AFコルセ                       | フェラーリ・458イタリア・GT2              | フェラーリ 4.5 L V8         | M      | 81  | ステファン・ワイアット                 | 1–5, 7–8     |
| AFコルセ                       | フェラーリ・458イタリア・GT2              | フェラーリ 4.5 L V8         | M      | 81  | ミケーレ・ルゴロ                       | 1–5, 7–8     |
| AFコルセ                       | フェラーリ・458イタリア・GT2              | フェラーリ 4.5 L V8         | M      | 81  | サム・バード                           | 1, 3         |
| AFコルセ                       | フェラーリ・458イタリア・GT2              | フェラーリ 4.5 L V8         | M      | 81  | アンドレア・ベルトリーニ               | 2, 4–5, 7–8  |
| プロスピード・コンペティション | ポルシェ・911・GT3・RSR ポルシェ・911 RSR | ポルシェ 4.0 L フラット6    | M      | 75  | フランソワ・ペロード                   | 全戦         |
| プロスピード・コンペティション | ポルシェ・911・GT3・RSR ポルシェ・911 RSR | ポルシェ 4.0 L フラット6    | M      | 75  | エマニュエル・コラール                 | 全戦         |
| プロスピード・コンペティション | ポルシェ・911・GT3・RSR ポルシェ・911 RSR | ポルシェ 4.0 L フラット6    | M      | 75  | マテュー・ヴァクシヴィエール           | 1–2, 4–8     |
| プロスピード・コンペティション | ポルシェ・911・GT3・RSR ポルシェ・911 RSR | ポルシェ 4.0 L フラット6    | M      | 75  | マルクス・パルターラ                   | 3            |
| プロトン・コンペティション     | ポルシェ・911 RSR                         | ポルシェ 4.0 L フラット6    | M      | 88  | クリスティアン・リート                 | 全戦         |
| プロトン・コンペティション     | ポルシェ・911 RSR                         | ポルシェ 4.0 L フラット6    | M      | 88  | ハレード・アル・クバイスィ             | 全戦         |
| プロトン・コンペティション     | ポルシェ・911 RSR                         | ポルシェ 4.0 L フラット6    | M      | 88  | クラウス・バフラー                     | 1–5, 7–8     |
| プロトン・コンペティション     | ポルシェ・911 RSR                         | ポルシェ 4.0 L フラット6    | M      | 88  | ヴォルフ・ヘンツラー                   | 6            |
| 8スター・モータースポーツ      | フェラーリ・458イタリア・GT2              | フェラーリ 4.5 L V8         | M      | 90  | ジャンルカ・ロダ                       | 全戦         |
| 8スター・モータースポーツ      | フェラーリ・458イタリア・GT2              | フェラーリ 4.5 L V8         | M      | 90  | パオロ・ルベルティ                     | 全戦         |
| 8スター・モータースポーツ      | フェラーリ・458イタリア・GT2              | フェラーリ 4.5 L V8         | M      | 90  | エンツォ・ポトリッチオ                 | 1–2          |
| 8スター・モータースポーツ      | フェラーリ・458イタリア・GT2              | フェラーリ 4.5 L V8         | M      | 90  | フランキー・マンテカルヴォ             | 3            |
| 8スター・モータースポーツ      | フェラーリ・458イタリア・GT2              | フェラーリ 4.5 L V8         | M      | 90  | ジェフ・シーガル                       | 4–5          |
| 8スター・モータースポーツ      | フェラーリ・458イタリア・GT2              | フェラーリ 4.5 L V8         | M      | 90  | マッテオ・クレッソーニ                 | 6–8          |
| アストンマーティン・レーシング | アストンマーティン・ヴァンテージ・GTE     | アストンマーティン 4.5 L V8 | M      | 95  | デイヴィッド・ハイネマイヤー・ハンソン | 全戦         |
| アストンマーティン・レーシング | アストンマーティン・ヴァンテージ・GTE     | アストンマーティン 4.5 L V8 | M      | 95  | クリスティアン・ポウルセン             | 全戦         |
| アストンマーティン・レーシング | アストンマーティン・ヴァンテージ・GTE     | アストンマーティン 4.5 L V8 | M      | 95  | ニッキー・ティーム                     | 1, 3, 5, 7–8 |
| アストンマーティン・レーシング | アストンマーティン・ヴァンテージ・GTE     | アストンマーティン 4.5 L V8 | M      | 95  | リッチー・ステイナウェイ               | 2, 4, 6      |
| アストンマーティン・レーシング | アストンマーティン・ヴァンテージ・GTE     | アストンマーティン 4.5 L V8 | M      | 98  | ポール・ダラ・ラナ                     | 全戦         |
| アストンマーティン・レーシング | アストンマーティン・ヴァンテージ・GTE     | アストンマーティン 4.5 L V8 | M      | 98  | ペドロ・ラミー                         | 全戦         |
| アストンマーティン・レーシング | アストンマーティン・ヴァンテージ・GTE     | アストンマーティン 4.5 L V8 | M      | 98  | クリストフェル・ニギャルド             | 全戦         |

## 結果およびランキング

### レース結果
世界耐久選手権にエントリーした上位ドライバーを以下に記載する。選手権ドライバーよりも上位でフィニッシュした招待エントリードライバーは個々のレースの項目を参照のこと。
| ラウンド | サーキット             | LMP1-H 優勝者                                                    | LMP1-L 優勝者                                                  | LMP2 優勝者                                                                | LMGTE Pro 優勝者                                                   | LMGTE Am 優勝者                                                                      | レポート |
| -------- | ---------------------- | ---------------------------------------------------------------- | -------------------------------------------------------------- | -------------------------------------------------------------------------- | ------------------------------------------------------------------ | ------------------------------------------------------------------------------------ | -------- |
| 1        | シルバーストン         | No. 8 トヨタ・レーシング                                         | No. 12 レベリオン・レーシング                                  | No. 26 G-ドライブ・レーシング                                              | No. 92 ポルシェ AG チーム・マンタイ                                | No. 95 アストンマーティン・レーシング                                                | 詳細     |
| 1        | シルバーストン         | セバスチャン・ブエミ アンソニー・デビッドソン ニコラ・ラピエール | マティアス・ベシェ ニック・ハイドフェルド ニコラ・プロスト     | ジュリアン・カナル オリヴィエ・プラ ロマン・ルシノフ                       | マルコ・ホルツァー リヒャルト・リーツ フレデリック・マコヴィッキィ | デイヴィッド・ハイネマイヤー・ハンソン クリスティアン・ポウルセン ニッキー・ティーム | 詳細     |
| 2        | スパ・フランコルシャン | No. 8 トヨタ・レーシング                                         | No. 12 レベリオン・レーシング                                  | No. 26 G-ドライブ・レーシング                                              | No. 51 AFコルセ                                                    | No. 61 AFコルセ                                                                      | 詳細     |
| 2        | スパ・フランコルシャン | セバスチャン・ブエミ アンソニー・デビッドソン ニコラ・ラピエール | マティアス・ベシェ ニック・ハイドフェルド ニコラ・プロスト     | ジュリアン・カナル オリヴィエ・プラ ロマン・ルシノフ                       | ジャンマリア・ブルーニ トニ・バイランダー                          | ルイス・ペレス・コンパンク マルコ・チョッチ ミルコ・ヴェントゥリ                     | 詳細     |
| 3        | ル・マン               | No. 2 アウディ・スポーツチーム ヨースト                          | No. 12 レベリオン・レーシング                                  | No. 27 SMP・レーシング                                                     | No. 51 AFコルセ                                                    | No. 95 アストンマーティン・レーシング                                                | 詳細     |
| 3        | ル・マン               | マルセル・フェスラー アンドレ・ロッテラー ブノワ・トレルイエ     | マティアス・ベシェ ニック・ハイドフェルド ニコラ・プロスト     | セルゲイ・ズロービン アントン・ラディギン ミカ・サロ                       | ジャンマリア・ブルーニ ジャンカルロ・フィジケラ トニ・バイランダー | デイヴィッド・ハイネマイヤー・ハンソン クリスティアン・ポウルセン ニッキー・ティーム | 詳細     |
| 4        | オースティン           | No. 2 アウディ・スポーツチーム ヨースト                          | No. 12 レベリオン・レーシング                                  | No. 47 KCMG                                                                | No. 97 アストンマーティン・レーシング                              | No. 98 アストンマーティン・レーシング                                                | 詳細     |
| 4        | オースティン           | マルセル・フェスラー アンドレ・ロッテラー ブノワ・トレルイエ     | マティアス・ベシェ ニック・ハイドフェルド ニコラ・プロスト     | マシュー・ハウソン リチャード・ブラッドリー 松田次生                       | ダレン・ターナー シュテファン・ミュッケ                            | ポール・ダラ・ラナ ペドロ・ラミー クリストフェル・ニギャルド                         | 詳細     |
| 5        | 富士                   | No. 8 トヨタ・レーシング                                         | No. 13 レベリオン・レーシング                                  | No. 26 G-ドライブ・レーシング                                              | No. 51 AFコルセ                                                    | No. 95 アストンマーティン・レーシング                                                | 詳細     |
| 5        | 富士                   | セバスチャン・ブエミ アンソニー・デビッドソン                    | ドミニク・クライハマー アンドレア・ベリッチ ファビオ・ライマー | ジュリアン・カナル オリヴィエ・プラ ロマン・ルシノフ                       | ジャンマリア・ブルーニ トニ・バイランダー                          | デイヴィッド・ハイネマイヤー・ハンソン クリスティアン・ポウルセン ニッキー・ティーム | 詳細     |
| 6        | 上海                   | No. 8 トヨタ・レーシング                                         | No. 12 レベリオン・レーシング                                  | No. 26 G-ドライブ・レーシング                                              | No. 92 ポルシェ AG チーム・マンタイ                                | No. 98 アストンマーティン・レーシング                                                | 詳細     |
| 6        | 上海                   | セバスチャン・ブエミ アンソニー・デビッドソン                    | マティアス・ベシェ ニック・ハイドフェルド ニコラ・プロスト     | ジュリアン・カナル オリヴィエ・プラ ロマン・ルシノフ                       | パトリック・ピレ フレデリック・マコヴィッキィ                      | ポール・ダラ・ラナ ペドロ・ラミー クリストフェル・ニギャルド                         | 詳細     |
| 7        | バーレーン             | No. 7 トヨタ・レーシング                                         | No. 13 レベリオン・レーシング                                  | No. 47 KCMG                                                                | No. 51 AFコルセ                                                    | No. 95 アストンマーティン・レーシング                                                | 詳細     |
| 7        | バーレーン             | アレクサンダー・ヴルツ ステファン・サラザン マイク・コンウェイ   | ドミニク・クライハマー アンドレア・ベリッチ ファビオ・ライマー | マシュー・ハウソン リチャード・ブラッドリー アレキサンドレ・インペラトーリ | ジャンマリア・ブルーニ トニ・バイランダー                          | デイヴィッド・ハイネマイヤー・ハンソン クリスティアン・ポウルセン ニッキー・ティーム | 詳細     |
| 8        | インテルラゴス         | No. 14 ポルシェチーム                                            | No. 13 レベリオン・レーシング                                  | No. 47 KCMG                                                                | No. 97 アストンマーティン・レーシング                              | No. 98 アストンマーティン・レーシング                                                | 詳細     |
| 8        | インテルラゴス         | マルク・リープ ロマン・デュマ ニール・ジャニ                     | ドミニク・クライハマー アンドレア・ベリッチ ファビオ・ライマー | マシュー・ハウソン リチャード・ブラッドリー アレキサンドレ・インペラトーリ | ダレン・ターナー シュテファン・ミュッケ                            | ポール・ダラ・ラナ ペドロ・ラミー クリストフェル・ニギャルド                         | 詳細     |

選手権ポイントを獲得するには優勝者の走行距離の70%以上を走行しなければならない。各カテゴリーのポールポジション獲得ドライバーおよびチームにはボーナスポイント1が与えられる。ル・マン24時間レースでは全てのポイントが2倍になる。更に、一つのレースが成立する為には、最低でもグリーンフラッグでドライバー同士が争うことの出来る状況下が完全に3周以上にわたってなければならない。
| ポイントシステム | ポイントシステム | ポイントシステム | ポイントシステム | ポイントシステム | ポイントシステム | ポイントシステム | ポイントシステム | ポイントシステム | ポイントシステム | ポイントシステム | ポイントシステム |
| 順位             | 1位              | 2位              | 3位              | 4位              | 5位              | 6位              | 7位              | 8位              | 9位              | 10位             | その他           |
| ---------------- | ---------------- | ---------------- | ---------------- | ---------------- | ---------------- | ---------------- | ---------------- | ---------------- | ---------------- | ---------------- | ---------------- |
| ポイント         | 25               | 18               | 15               | 12               | 10               | 8                | 6                | 4                | 2                | 1                | 0.5              |

### ドライバーズ・ランキング
2014年シーズンはドライバーに5つのタイトルが与えられる。世界選手権タイトルはLMP1とLMP2に与えられる。世界耐久カップはLMGTEに与えられる。3つのFIA耐久トロフィーはLMP1-LとLMP2とLMGTE Amに与えられる。

#### ドライバーズ選手権
アンソニー・デビッドソンとセバスチャン・ブエミがバーレーン6時間レースでドライバーズタイトルを獲得した。
| 順位 | ドライバー               | チーム                            | SIL | SPA | LMS | COA | FUJ | SHA | BHR | SAO | ポイント |
| ---- | ------------------------ | --------------------------------- | --- | --- | --- | --- | --- | --- | --- | --- | -------- |
| 1    | アンソニー・デビッドソン | トヨタ・レーシング                | 1   | 1   | 3   | 3   | 1   | 1   | 10  | 2   | 166      |
| 1    | セバスチャン・ブエミ     | トヨタ・レーシング                | 1   | 1   | 3   | 3   | 1   | 1   | 10  | 2   | 166      |
| 2    | アンドレ・ロッテラー     | アウディ・スポーツチーム ヨースト | Ret | 5   | 1   | 1   | 6   | 4   | 4   | 5   | 127      |
| 2    | ブノワ・トレルイエ       | アウディ・スポーツチーム ヨースト | Ret | 5   | 1   | 1   | 6   | 4   | 4   | 5   | 127      |
| 2    | マルセル・フェスラー     | アウディ・スポーツチーム ヨースト | Ret | 5   | 1   | 1   | 6   | 4   | 4   | 5   | 127      |
| 3    | マルク・リープ           | ポルシェチーム                    | Ret | 4   | 5   | 4   | 4   | 3   | 2   | 1   | 117      |
| 3    | ロマン・デュマ           | ポルシェチーム                    | Ret | 4   | 5   | 4   | 4   | 3   | 2   | 1   | 117      |
| 3    | ニール・ジャニ           | ポルシェチーム                    | Ret | 4   | 5   | 4   | 4   | 3   | 2   | 1   | 117      |
| 4    | ルーカス・ディ・グラッシ | アウディ・スポーツチーム ヨースト | Ret | 2   | 2   | 2   | 5   | 5   | 5   | 3   | 117      |
| 4    | トム・クリステンセン     | アウディ・スポーツチーム ヨースト | Ret | 2   | 2   | 2   | 5   | 5   | 5   | 3   | 117      |
| 5    | アレクサンダー・ヴルツ   | トヨタ・レーシング                | 2   | 3   | Ret | 6   | 2   | 2   | 1   | 4   | 116      |
| 5    | ステファン・サラザン     | トヨタ・レーシング                | 2   | 3   | Ret | 6   | 2   | 2   | 1   | 4   | 116      |
| 6    | ニコラ・ラピエール       | トヨタ・レーシング                | 1   | 1   | 3   | 3   |     |     |     |     | 96       |
| 7    | ロイック・デュバル       | アウディ・スポーツチーム ヨースト | Ret | 2   | WD  | 2   | 5   | 5   | 5   | 3   | 81       |
| 8    | 中嶋一貴                 | トヨタ・レーシング                | 2   | 3   | Ret |     | 2   | 2   |     |     | 71       |
| 9    | ティモ・ベルンハルト     | ポルシェチーム                    | 3   | 12  | NC  | 5   | 3   | 6   | 3   | Ret | 64.5     |
| 9    | マーク・ウェバー         | ポルシェチーム                    | 3   | 12  | NC  | 5   | 3   | 6   | 3   | Ret | 64.5     |
| 9    | ブレンドン・ハートレイ   | ポルシェチーム                    | 3   | 12  | NC  | 5   | 3   | 6   | 3   | Ret | 64.5     |
| 10   | マティアス・ベシェ       | レベリオン・レーシング            | 4   | 7   | 4   | 7   | 12  | 7   | 7   | 8   | 64.5     |
| 10   | ニコラ・プロスト         | レベリオン・レーシング            | 4   | 7   | 4   | 7   | 12  | 7   | 7   | 8   | 64.5     |
| 10   | ニック・ハイドフェルド   | レベリオン・レーシング            | 4   | 7   | 4   | 7   | 12  | 7   | 7   | 8   | 64.5     |
| 11   | マイク・コンウェイ       | トヨタ・レーシング                |     |     |     | 6   |     |     | 1   | 4   | 45       |
| 12   | マルク・ジェネ           | アウディ・スポーツチーム ヨースト |     |     | 2   |     |     |     |     |     | 36       |
| 順位 | ドライバー               | チーム                            | SIL | SPA | LMS | COA | FUJ | SHA | BHR | SAO | ポイント |

| 色     | 結果                  |
| ------ | --------------------- |
| 金色   | 優勝                  |
| 銀色   | 2位                   |
| 銅色   | 3位                   |
| 緑     | ポイント圏内完走      |
| 青灰色 | ポイント圏外完走      |
| 青灰色 | 周回数不足 (NC)       |
| 紫     | リタイヤ (Ret)        |
| 赤     | 予選不通過 (DNQ)      |
| 赤     | 予備予選不通過 (DNPQ) |
| 黒     | 失格 (DSQ)            |
| 白     | スタートせず (DNS)    |
| 白     | エントリーせず (WD)   |
| 白     | レースキャンセル (C)  |
| 空欄   | 欠場                  |
| 空欄   | 出場停止処分 (EX)     |

#### GTクラスのドライバーズ世界耐久カップ
| 順位 | ドライバー                             | チーム                         | SIL | SPA | LMS | COA | FUJ | SHA | BHR | SAO | ポイント |
| ---- | -------------------------------------- | ------------------------------ | --- | --- | --- | --- | --- | --- | --- | --- | -------- |
| 1    | ジャンマリア・ブルーニ                 | AFコルセ                       | 4   | 1   | 1   | 3   | 1   | Ret | 1   | 4   | 168      |
| 1    | トニ・バイランダー                     | AFコルセ                       | 4   | 1   | 1   | 3   | 1   | Ret | 1   | 4   | 168      |
| 2    | フレデリック・マコヴィッキィ           | ポルシェ AG チーム・マンタイ   | 1   | 9   | 2   | 2   | 11  | 1   | 5   | 2   | 134.5    |
| 3    | リヒャルト・リーツ                     | ポルシェ AG チーム・マンタイ   | 1   |     | 2   |     | 4   | 2   | 4   | 6   | 111      |
| 4    | パトリック・ピレ                       | ポルシェ AG チーム・マンタイ   | 2   | 2   | 11  | 2   | 11  | 1   | 5   | 2   | 108.5    |
| 5    | ダレン・ターナー                       | アストンマーティン・レーシング | 3   | 4   | 10  | 1   | 9   | Ret | 2   | 1   | 102      |
| 5    | シュテファン・ミュッケ                 | アストンマーティン・レーシング | 3   | 4   | 10  | 1   | 9   | Ret | 2   | 1   | 102      |
| 6    | ヨルグ・ベルグマイスター               | ポルシェ AG チーム・マンタイ   | 2   | 2   | 11  | 4   | 4   | 2   | 4   | 6   | 99       |
| 7    | ダヴィデ・リゴン                       | AFコルセ                       | 5   | 3   | Ret | 7   | 2   | 3   | 3   | 3   | 94       |
| 7    | ジェームス・カラド                     | AFコルセ                       | 5   | 3   | WD  | 7   | 2   | 3   | 3   | 3   | 94       |
| 8    | クリスティアン・ポウルセン             | アストンマーティン・レーシング | 8   | 7   | 3   | 6   | 5   | 6   | 6   | 8   | 78       |
| 8    | デイヴィッド・ハイネマイヤー・ハンソン | アストンマーティン・レーシング | 8   | 7   | 3   | 6   | 5   | 6   | 6   | 8   | 78       |
| 9    | マルコ・ホルツァー                     | ポルシェ AG チーム・マンタイ   | 1   | 9   | 2   |     |     |     |     |     | 63       |
| 10   | ニッキー・ティーム                     | アストンマーティン・レーシング | 8   |     | 3   |     | 5   |     | 6   | 8   | 56       |
| 11   | クリストフェル・ニギャルド             | アストンマーティン・レーシング | 9   | 8   | 7   | 5   | 6   | 5   | 8   | 7   | 56       |
| 11   | ペドロ・ラミー                         | アストンマーティン・レーシング | 9   | 8   | 7   | 5   | 6   | 5   | 8   | 7   | 56       |
| 11   | ポール・ダラ・ラナ                     | アストンマーティン・レーシング | 9   | 8   | 7   | 5   | 6   | 5   | 8   | 7   | 56       |
| 12   | アレックス・マクダウォール             | アストンマーティン・レーシング | 7   | 5   | WD  | 10  | 3   | 4   | 12  | 5   | 55.5     |
| 12   | フェルナンド・レース                   | アストンマーティン・レーシング | 7   | 5   | WD  | 10  | 3   | 4   | 12  | 5   | 55.5     |
| 順位 | ドライバー                             | チーム                         | SIL | SPA | LMS | COA | FUJ | SHA | BHR | SAO | ポイント |

#### LMP1プライベーターチームに所属するドライバーズトロフィー
| 順位 | ドライバー             | チーム                 | SIL | SPA | LMS | COA | FUJ | SHA | BHR | SAO | ポイント |
| ---- | ---------------------- | ---------------------- | --- | --- | --- | --- | --- | --- | --- | --- | -------- |
| 1    | マティアス・ベシェ     | レベリオン・レーシング | 1   | 1   | 1   | 1   | 2   | 1   | 2   | 2   | 204      |
| 1    | ニコラ・プロスト       | レベリオン・レーシング | 1   | 1   | 1   | 1   | 2   | 1   | 2   | 2   | 204      |
| 1    | ニック・ハイドフェルド | レベリオン・レーシング | 1   | 1   | 1   | 1   | 2   | 1   | 2   | 2   | 204      |
| 2    | アンドレア・ベリッチ   | レベリオン・レーシング | Ret | Ret | Ret | Ret | 1   | 2   | 1   | 1   | 93       |
| 2    | ドミニク・クライハマー | レベリオン・レーシング | Ret | Ret | Ret | Ret | 1   | 2   | 1   | 1   | 93       |
| 2    | ファビオ・ライマー     | レベリオン・レーシング | Ret | Ret | Ret | Ret | 1   | 2   | 1   | 1   | 93       |
| 3    | ルーカス・アウアー     | ロータス               |     |     |     | 2   |     | 3   |     | Ret | 33       |
| 4    | クリストフ・ブシュー   | ロータス               |     |     |     | 2   | Ret |     |     |     | 18       |
| 4    | ジェームズ・ロシター   | ロータス               |     |     |     | 2   | Ret |     |     |     | 18       |
| 5    | ジェームズ・ロシター   | ロータス               |     |     |     |     | Ret | 3   | Ret | Ret | 15       |

#### LMP2耐久ドライバーズトロフィー
| 順位 | ドライバー                     | チーム                 | SIL | SPA | LMS | COA | FUJ | SHA | BHR | SAO | ポイント |
| ---- | ------------------------------ | ---------------------- | --- | --- | --- | --- | --- | --- | --- | --- | -------- |
| 1    | セルゲイ・ズロービン           | SMP・レーシング        | 3   | 4   | 1   | 2   | 3   | 2   | Ret | 2   | 146      |
| 2    | オリヴィエ・プラ               | G-ドライブ・レーシング | 1   | 1   | Ret | 3   | 1   | 1   | 3   | Ret | 137      |
| 2    | ジュリアン・カナル             | G-ドライブ・レーシング | 1   | 1   | Ret | 3   | 1   | 1   | 3   | Ret | 137      |
| 2    | ロマン・ルシノフ               | G-ドライブ・レーシング | 1   | 1   | Ret | 3   | 1   | 1   | 3   | Ret | 137      |
| 3    | マシュー・ハウソン             | KCMG                   | 2   | 2   | Ret | 1   | 2   | Ret | 1   | 1   | 130      |
| 3    | リチャード・ブラッドリー       | KCMG                   | 2   | 2   | Ret | 1   | 2   | Ret | 1   | 1   | 130      |
| 4    | アントン・ラディギン           | SMP・レーシング        | Ret | 3   | 1   | Ret | 4   | 3   | 2   | Ret | 110      |
| 5    | ニコラ・ミナシアン             | SMP・レーシング        | 3   | 4   | Ret | 2   | 3   | 2   | Ret | 2   | 96       |
| 5    | マウリツィオ・メディアニ       | SMP・レーシング        | 3   | 4   | Ret | 2   | 3   | 2   | Ret | 2   | 96       |
| 6    | アレキサンドレ・インペラトーリ | KCMG                   |     | 2   | Ret |     | 2   | Ret | 1   | 1   | 87       |
| 7    | キリル・ラディギン             | SMP・レーシング        | Ret | 3   | Ret | Ret | 4   | 3   | 2   | Ret | 60       |
| 7    | ヴィクトル・シャイタル         | SMP・レーシング        | Ret | 3   |     | Ret | 4   | 3   | 2   | Ret | 60       |

#### LMGTE Am耐久ドライバーズトロフィー
| 順位 | ドライバー                             | チーム                         | SIL | SPA | LMS | COA | FUJ | SHA | BHR | SAO | ポイント |
| ---- | -------------------------------------- | ------------------------------ | --- | --- | --- | --- | --- | --- | --- | --- | -------- |
| 1    | クリスティアン・ポウルセン             | アストンマーティン・レーシング | 1   | 2   | 1   | 2   | 1   | 2   | 1   | 2   | 198      |
| 1    | デイヴィッド・ハイネマイヤー・ハンソン | アストンマーティン・レーシング | 1   | 2   | 1   | 2   | 1   | 2   | 1   | 2   | 198      |
| 2    | クリストフェル・ニギャルド             | アストンマーティン・レーシング | 2   | 3   | 5   | 1   | 2   | 1   | 3   | 1   | 164      |
| 2    | ペドロ・ラミー                         | アストンマーティン・レーシング | 2   | 3   | 5   | 1   | 2   | 1   | 3   | 1   | 164      |
| 2    | ポール・ダラ・ラナ                     | アストンマーティン・レーシング | 2   | 3   | 5   | 1   | 2   | 1   | 3   | 1   | 164      |
| 3    | ニッキー・ティーム                     | アストンマーティン・レーシング | 1   |     | 1   |     | 1   |     | 1   | 2   | 144      |
| 4    | クリスティアン・リート                 | プロトン・コンペティション     | 4   | 4   | 2   | 3   | 4   | 5   | 4   | 4   | 121      |
| 4    | ハレード・アル・クバイスィ             | プロトン・コンペティション     | 4   | 4   | 2   | 3   | 4   | 5   | 4   | 4   | 121      |
| 5    | クラウス・バフラー                     | プロトン・コンペティション     | 4   | 4   | 2   | 3   | 4   |     | 4   | 4   | 111      |
| 6    | ルイス・ペレス・コンパンク             | AFコルセ                       | 6   | 1   | 3   | 4   |     |     |     |     | 76       |
| 6    | マルコ・チョッチ                       | AFコルセ                       | 6   | 1   | 3   | 4   |     |     |     |     | 76       |
| 6    | ミルコ・ヴェントゥリ                   | AFコルセ                       | 6   | 1   | 3   | 4   |     |     |     |     | 76       |
| 7    | ステファン・ワイアット                 | AFコルセ                       | 3   | 5   | Ret | 6   | Ret |     | 2   | 3   | 68       |
| 7    | ミケーレ・ルゴロ                       | AFコルセ                       | 3   | 5   | Ret | 6   | Ret |     | 2   | 3   | 68       |

### マニュファクチャラーズ・ランキング
2つのマニュファクチャラーズタイトルがスポーツプロトタイプおよびGTに与えられる。世界選手権タイトルはLMP1に与えられ、各レースにおいて各マニュファクチャラー最上位の車両にのみポイントが与えられる。世界耐久カップはLMGTE ProとLMGTE Amに与えられ、各レースにおいて各マニュファクチャラー上位2台にポイントが与えられる。

#### マニュファクチャラーズ選手権
| 順位 | マニファクチャラー | SIL | SPA | LMS | COA | FUJ | SHA | BHR | SAO | ポイント |
| ---- | ------------------ | --- | --- | --- | --- | --- | --- | --- | --- | -------- |
| 1    | トヨタ             | 1   | 1   | 3   | 3   | 1   | 1   | 1   | 2   | 289      |
| 1    | トヨタ             | 2   | 3   | Ret | 6   | 2   | 2   | 6   | 4   | 289      |
| 2    | アウディ           | Ret | 2   | 1   | 1   | 5   | 4   | 4   | 3   | 244      |
| 2    | アウディ           | Ret | 5   | 2   | 2   | 6   | 5   | 5   | 5   | 244      |
| 3    | ポルシェ           | 3   | 4   | 4   | 4   | 3   | 3   | 2   | 1   | 193      |
| 3    | ポルシェ           | Ret | 6   | NC  | 5   | 4   | 6   | 3   | Ret | 193      |

#### GTクラスのマニュファクチャラーズ世界耐久カップ
| 順位 | マニファクチャラー | SIL | SPA | LMS | COA | FUJ | SHA | BHR | SAO | ポイント |
| ---- | ------------------ | --- | --- | --- | --- | --- | --- | --- | --- | -------- |
| 1    | フェラーリ         | 4   | 1   | 1   | 3   | 1   | 3   | 1   | 3   | 288      |
| 1    | フェラーリ         | 5   | 3   | 5   | 7   | 2   | 7   | 3   | 4   | 288      |
| 2    | ポルシェ           | 1   | 2   | 2   | 2   | 4   | 1   | 4   | 2   | 262      |
| 2    | ポルシェ           | 2   | 9   | 4   | 4   | 7   | 2   | 5   | 6   | 262      |
| 3    | アストンマーティン | 3   | 4   | 3   | 1   | 3   | 4   | 2   | 1   | 232      |
| 3    | アストンマーティン | 7   | 5   | 7   | 5   | 5   | 5   | 6   | 5   | 232      |

### チームズ・ランキング
LMP1-Hクラスを除くカテゴリーに属するそれぞれのチームは該当クラスでのFIA耐久トロフィーを争う資格がある。チーム内で同じ使用車種を使い参戦していても、車ごとに分けてポイントを計算し、その獲得したポイントの合計を以って争う。

#### LMP1プライベーターチームズトロフィー
| 順位 | 車両 | チーム                 | SIL | SPA | LMS | COA | FUJ | SHA | BHR | SAO | ポイント |
| ---- | ---- | ---------------------- | --- | --- | --- | --- | --- | --- | --- | --- | -------- |
| 1    | 12   | レベリオン・レーシング | 1   | 1   | 1   | 1   | 2   | 1   | 2   | 2   | 204      |
| 2    | 13   | レベリオン・レーシング | Ret | Ret | Ret | Ret | 1   | 2   | 1   | 1   | 93       |
| 3    | 9    | ロータス               |     |     |     | 2   | Ret | 3   | Ret | Ret | 33       |

#### LMP2チームズトロフィー
| 順位 | 車両 | チーム                 | SIL | SPA | LMS | COA | FUJ | SHA | BHR | SAO | ポイント |
| ---- | ---- | ---------------------- | --- | --- | --- | --- | --- | --- | --- | --- | -------- |
| 1    | 27   | SMP・レーシング        | 3   | 4   | 1   | 2   | 3   | 2   | Ret | 2   | 146      |
| 2    | 26   | G-ドライブ・レーシング | 1   | 1   | Ret | 3   | 1   | 1   | 3   | Ret | 137      |
| 3    | 47   | KCMG                   | 2   | 2   | Ret | 1   | 2   | Ret | 1   | 1   | 130      |
| 4    | 37   | SMP・レーシング        | Ret | 3   | Ret | Ret | 4   | 3   | 2   | Ret | 60       |

#### LMGTE Proチームズトロフィー
| 順位 | 車両 | チーム                         | SIL | SPA | LMS | COA | FUJ | SHA | BHR | SAO | ポイント |
| ---- | ---- | ------------------------------ | --- | --- | --- | --- | --- | --- | --- | --- | -------- |
| 1    | 51   | AFコルセ                       | 4   | 1   | 1   | 3   | 1   | Ret | 1   | 4   | 168      |
| 2    | 92   | ポルシェ AG チーム・マンタイ   | 1   | 6   | 2   | 2   | 6   | 1   | 5   | 2   | 148      |
| 3    | 97   | アストンマーティン・レーシング | 3   | 4   | 3   | 1   | 5   | Ret | 2   | 1   | 138      |
| 4    | 91   | ポルシェ AG チーム・マンタイ   | 2   | 2   | 4   | 4   | 4   | 2   | 4   | 6   | 122      |
| 5    | 71   | AFコルセ                       | 5   | 3   | Ret | 5   | 2   | 3   | 3   | 3   | 98       |
| 6    | 99   | アストンマーティン・レーシング | 7   | 5   | WD  | 6   | 3   | 4   | 6   | 5   | 70       |
| 7    | 52   | ラム・レーシング               | 6   |     | Ret |     |     |     |     |     | 8        |

#### LMGTE Amチームズトロフィー
| 順位 | 車両 | チーム                         | SIL | SPA | LMS | COA | FUJ | SHA | BHR | SAO | ポイント |
| ---- | ---- | ------------------------------ | --- | --- | --- | --- | --- | --- | --- | --- | -------- |
| 1    | 95   | アストンマーティン・レーシング | 1   | 2   | 1   | 2   | 1   | 2   | 1   | 2   | 198      |
| 2    | 98   | アストンマーティン・レーシング | 2   | 3   | 5   | 1   | 2   | 1   | 3   | 1   | 164      |
| 3    | 88   | プロトン・コンペティション     | 4   | 4   | 2   | 3   | 4   | 5   | 4   | 4   | 121      |
| 4    | 61   | AFコルセ                       | 6   | 1   | 3   | 4   | 5   |     | 6   | 6   | 102      |
| 5    | 81   | AFコルセ                       | 3   | 5   | Ret | 6   | Ret |     | 2   | 3   | 68       |
| 6    | 90   | 8スター・モータースポーツ      | Ret | 7   | 4   | 5   | Ret | 3   | 5   | Ret | 65       |
| 7    | 75   | プロスピード・コンペティション | Ret | 6   | Ret | 7   | 3   | 4   | 7   | 5   | 58       |
| 8    | 53   | ラム・レーシング               | 5   |     | 6   |     |     |     |     |     | 26       |

## LMP1-Hクラスにおける3大ワークスの争い
2012年・2013年シーズンにおけるアウディvsトヨタの2大ワークス対決の構図の中に、かつてル・マン24時間レースで歴代最多の16勝を挙げるなどして「耐久王」と称されたポルシェが本シーズンより参戦したことにより、大きな注目を集めた。特に前年までF1を走って通算9勝を挙げたマーク・ウェバーがポルシェチームに所属してWECに参戦したことは話題を呼び、WECの人気を大いに高める結果となった。
- 開幕戦のシルバーストン6時間レース

予選で各参加車両の2名のドライバーがタイムアタックを行い、両名のベスト2周、つまり計4周分のラップタイムの平均によって予選順位をつけてスターティンググリッドを決定する。トヨタ・TS040 HYBRIDの7号車に乗る中嶋一貴が各車2人目のタイムアタッカーの中では最速の1分42秒509をマークした結果、同車の予選平均タイムはトップとなり、7号車がポールポジションを獲得。決勝レースは時折強まる雨が降り続き、最後はチェッカーまで残り40分というところでセーフティカーが導入され、赤旗が提示されてレースは終了する結果となった。めまぐるしく変わる天候に各車とも翻弄される中、同じトヨタ・TS040 HYBRIDを駆る8号車のアンソニー・デビッドソン/セバスチャン・ブエミ/ニコラ・ラピエール組が予選5位から優勝した。2位には7号車が入り、トヨタは出走車2台による1-2フィニッシュを決める。3位にはデビュー戦のポルシェ・919ハイブリッドの20号車が入っている。20号車に乗るマーク・ウェバーは初戦にして表彰台に上った。なお、アウディのアウディ・R18 e-tron クアトロは2台ともリタイアとなった。
- 第2戦のスパ・フランコルシャン6時間レース

予選では、ウェットコンディションの路面が急速に乾いていく状況の中、ポルシェが14号車に乗るマルク・リープの出したタイムで参戦わずか2戦でポールポジションを獲得する。決勝レースは、ピットストップの作業で手間取るポルシェ14号車をトヨタ8号車が逆転し、ファーステストラップもマークして開幕2連勝を果たした。ポルシェ14号車はその後電気系トラブルで4位に後退し、2位にアウディ1号車、3位にはトヨタ7号車が入った。
- 第3戦のル・マン24時間レース

トヨタ7号車の中嶋一貴が従来の予選コースレコードを更新する3分21秒789を叩き出して、日本人ドライバーとして初めてル・マン24時間レースでのポールポジションを獲得した。決勝レースは、トップを独走していたトヨタ7号車が、スタートから14時間になろうというところで電気系のトラブルによりリタイアする。替わってトップとなったアウディ2号車はターボエンジンのトラブルでピットストップ、アウディ1号車がトップに立つ。しかしアウディ1号車もターボエンジンのトラブルが発生して交換作業に追い込まれ、ポルシェ20号車がトップとなるが、タイヤ交換の間にアウディ2号車にトップの座を奪い返される。その後もトップを追いかけるポルシェ20号車だったが、エンジンにトラブルが発生して痛恨のリタイアとなり、アウディ2号車と1号車による1-2フィニッシュで幕を閉じた。3位にはトヨタ8号車が入っている。
- 第4戦のサーキット・オブ・ジ・アメリカズ6時間レース

予選では、トヨタ8号車に乗る3人の内、デビッドソンとブエミの2人がタイムアタックを担当し、ライバルに1秒以上の大差をつけてポールポジションを獲得する。決勝レースは、スタートから約1時間30分というタイミングで激しい雷雨に見舞われ、トヨタ8号車に乗るラピエールはコースオフ後にグラベルに捕まり脱出できなくなってしまった。約1時間の中断の後、8号車は4位、7号車は7位で、共に周回遅れとして再スタートを切った。8号車のブエミは、ファーステストラップをマークする走りで追い上げるも3位で終わった。レースは、アウディ2号車がリードし、アウディ1号車とポルシェ14号車が2番手争いをするが、ポルシェ14号車は4位に脱落、第3戦と同じくアウディ2号車と1号車が1-2フィニッシュを決めた。3位にトヨタ8号車が入り、奇しくも表彰台の順位はル・マンと同じになった。
- 第5戦の富士6時間レース

第5戦よりトヨタ8号車に乗っていたニコラ・ラピエールがWECを欠場し、8号車はデビッドソンとブエミの2人体制で戦うことになった。予選はトヨタ8号車がポールポジションを獲得する。決勝レースは、トヨタ8号車がポールポジションから独走し優勝、2位にもトヨタ7号車が入り、トヨタは開幕戦以来の1-2フィニッシュを決めた。3位にはポルシェ20号車が入った。トヨタは2012年のWECのスタート以来、富士スピードウェイでの母国日本ラウンドにおける無敗記録を更新した。
- 第6戦の上海6時間レース

予選では、ポルシェ14号車はロマン・デュマとニール・ジャニが担当して1分48秒300という2人のドライバーの平均タイムを出すと、トヨタ8号車もデビッドソンとブエミも全く同タイムを出した。同タイムの場合、先にベストタイムを記録した方を上位とする為、ポルシェ14号車がポールポジションを獲得した。決勝レースは、レース序盤にセーフティカーが導入されたタイミングで給油の為のピットストップに入ったトヨタ車2台が、ピットストップせずに先行したポルシェ・アウディ勢を追いかける展開であり、これも早々とアウディ勢をかわし、ポルシェ勢はルーティンのピットストップの間にトップに入れ替わることに成功し、レース前半で早くもトヨタの1-2体制が築かれることとなった。結局、トヨタ8号車と7号車の1-2フィニッシュとなり、3位にはポルシェ14号車が入った。
- 第7戦のバーレーン6時間レース

トヨタ8号車のデビッドソンとブエミはドライバーズランキング首位であり、ここバーレーンで5位以内に入れば、仮にライバルのアウディ2号車が優勝してもタイトルを自力で獲得できる状態で臨んだレースである。予選では、タイムアタックを重視し、ソフトコンパウンドのタイヤを履いた14号車が、ロマン・デュマとニール・ジャニのコンビによるタイムアタックでポールポジションを獲得する。決勝レースは、決勝重視用のミディアムコンパウンドを履いたトヨタ8号車がトップを奪い、やがてトヨタ8号車と7号車の1-2体制となるが、8号車のオルタネーターが破損し、約30分をかけるオルタネーターの交換を強いられることになってしまう。結局、優勝はトヨタ7号車で2位にポルシェ14号車、3位にポルシェ20号車が入った。アウディ2号車は4位、1号車は5位に留まった。トヨタ8号車は総合13位／LMP1クラス8位でフィニッシュし、この結果、アンソニー・デビッドソンとセバスチャン・ブエミの2人のドライバーズタイトル戴冠が決まった。
- 最終戦のサンパウロ6時間レース

予選は、マーク・ウェバーとティモ・ベルンハルトの2人がタイムアタックしたポルシェ20号車がポールポジションを獲得する。2番手にもポルシェ14号車が入り、ポルシェ勢がフロント・ローを独占した。決勝レースは、ポルシェ20号車がトップを快走し、2番手にトヨタ8号車が入り追いかける展開も、ポルシェ20号車が原因不明のエンジン出力低下で後退、以後はポルシェ14号車とトヨタ8号車による争いとなった。ポルシェ14号車は最後のピットストップで停車時間の短縮を図るためにタイヤ交換を行なわず、トヨタ8号車は新品のタイヤに履き替えた為、ピットストップ短縮で前に出たポルシェ14号車を新品タイヤで全力で追いかけるトヨタ8号車の展開となったが、マーク・ウェバーが乗るポルシェ20号車とマッテオ・クレッソーニが乗るLMGTE Amクラスのフェラーリ・458イタリア・GT2の90号車が交錯して20号車がコンクリートウォールに激突して大破する事故が発生。このアクシデントの処理の為にセーフティカーが導入され、そのままレースが終了。14号車によるポルシェの初優勝が決まった。2位にはトヨタ8号車が入り、トヨタのマニュファクチャラーズタイトル獲得を決めた。3位にはアウディ1号車が入っている。なお、このサンパウロ6時間レースはアウディ・スポーツチーム ヨーストのドライバーのトム・クリステンセンの引退レースともなった。